# 73. vestlige længdekreds
Den 73. vestlige længdekreds (eller 73 grader vestlig længde) er en længdekreds, der ligger 73 grader vest for nulmeridianen. Den løber gennem Ishavet, Nordamerika, Atlanterhavet, Caribien, Sydamerika, Stillehavet, det Sydlige Ishav og Antarktis.